# دانشگاه کلرمونت
دانشگاه کلرمونت (CGU) یک دانشگاه تحقیقاتی خصوصی در کلرمونت، کالیفرنیا است. این دانشگاه در سال ۱۹۲۵ تأسیس شد و یکی از اعضای کنسرسیوم کالج‌های کلرمونت است که شامل پنج مؤسسه آموزش عالی در مقطع کارشناسی و دو مؤسسه تحصیلات تکمیلی است.
این دانشگاه به هفت واحد مجزا سازماندهی شده‌است: دانشکده هنر و علوم انسانی. دانشکده جامعه و سلامت جهانی؛ دانشکده مدیریت دراکر ; دانشکده مطالعات تربیتی؛ دانشکده علوم اجتماعی، سیاستگذاری و ارزشیابی؛ مرکز سیستم‌های اطلاعاتی و فناوری و مؤسسه علوم ریاضی.

### روسا
- جیمز آ. بلیزدل (۱۹۲۵–۱۹۳۶)
- ویلیام اس. آمنت، سرپرست ریاست (۱۹۳۵–۱۹۳۷) توجه: در سال‌ها همپوشانی دارند زیرا آمنت در ۱ ژوئیه ۱۹۳۵ استخدام شد، در حالی که بلیزدل در تعطیلات بود.
- داستان راسل (۱۹۳۷–۱۹۴۲)
- رابرت جی. برنارد (۱۹۵۹–۱۹۶۳) توجه: برنارد از سال ۱۹۴۲ تا ۱۹۵۹ دانشگاه را تحت عنوان مدیر اداری اداره کرد.
- ویلیام دبلیو کلاری، سرپرست ریاست (۱۹۶۳)
- لوئیس تی بنزت (۱۹۶۳–۱۹۷۰)
- هوارد آر بوون (۱۹۷۰–۱۹۷۱)
- بارنابی کینی (۱۹۷۱–۱۹۷۶)
- جوزف بی پلات (۱۹۷۶–۱۹۸۱)
- جان دی. مگوایر (۱۹۸۱–۱۹۹۸)
- Steadman Upham (1998-2004)
- ویلیام اورهارت، رئیس موقت (۲۰۰۴–۲۰۰۵)
- رابرت کلیتگارد (۲۰۰۵–۲۰۰۹)
- جوزف سی. هاف، جونیور رئیس موقت (۲۰۰۹–۲۰۱۰)
- دبورا آ. فروند (۲۰۱۰–۲۰۱۴)
- رابرت شولت، رئیس موقت (۲۰۱۵–۲۰۱۶)
- جیکوب آدامز، رئیس موقت (۲۰۱۷–۲۰۱۸)
- لن جساپ، رئیس (۲۰۱۸–)